# بوب ماكفرلين (لاعب كرة قدم)
بوب ماكفرلين (بالإنجليزية: Bob McFarlane)‏ هو لاعب كرة قدم بريطاني (وحمل سابقاً جنسية المملكة المتحدة لبريطانيا العظمى وأيرلندا) في مركز الدفاع، ولد في 1850 في المملكة المتحدة، وتوفي في 1 أكتوبر 1898 بسبب ذات الرئة. لعب مع مانشستر يونايتد ونادي أردريونيانز وBootle F.C. ‏ وSunderland Albion F.C. ‏.